# Lawrence Timmons
Lawrence Timmons (født 14. maj 1986) er en professionel amerikansk fodbold-spiller fra USA, der tidligere spillede for det professionelle NFL-hold Pittsburgh Steelers. I 2017, efter kontraktudløb, skrev han en to-årig kontrakt med Miami Dolphins.
Han spiller positionen linebacker.